# Пізанська республіка
Пізанська республіка (італ. Repubblica di Pisa) — місто-держава в Італії, що існувала у 1085–1406 роках, а потім з 1494 до 1509 року. Пізанська республіка стала першою італійською морською державою, в XI—XII століттях установивши свій контроль над Корсикою та Сардинією та заснувавши торгові колонії практично у всіх основних портах Середземного моря. Могутність Пізи базувалась на посередницькій торгівлі, передусім з Левантом, Візантією та іспанськими державами. До того періоду належить розквіт пізанського мистецтва, передусім архітектури. Однак 1284 року республіка зазнала нищівної поразки від Генуї в битві при Мелорії та була витіснена з основних середземноморських ринків. Це призвело до початку занепаду республіки, чому також сприяли невдачі гібелінської Пізи у війнах із гвельфськими комунами Тоскани.
1406 року Піза була завойована Флоренцією. За умов початку Італійських війн 1494 року в місті почалось повстання й була проголошена незалежність республіки, однак уже 1509 року, після багатомісячної облоги, Піза капітулювала перед силами Флоренції, які мали чисельну перевагу. 1569 місто увійшло до складу Великого герцогства Тосканського.

## Становлення та розквіт морської держави (XI—XII століття)

### Боротьба з арабами та утворення морської держави
Вже за часів візантійського та лангобардського панування розпочався підйом морської торгівлі міст італійського узбережжя. За умов слабкості центральної влади й необхідності організації оборони берегів Італії від зовнішньої загрози (спочатку з боку Візантії, потім — арабів) у цих містах з'явились перші елементи самостійності. Вже до VII століття належать перші згадки про наявність військового флоту у Пізи: пізанці допомогли папі Григорію I в його війні з візантійським екзархом Равенни. У IX столітті Піза стала провідним портом північної частини Тірренського моря, здійснюючи торгівлю між тосканським узбережжям, Сардинією, Корсикою та Провансом. Франкське завоювання включило місто до складу імперії Карла Великого, що супроводжувалось деяким уповільненням економічного розвитку Пізи, однак після розпаду імперії та формування маркграфства Тоскани темпи зростання морської торгівлі та політичної самостійності міста знову прискорились. Місто фактично управлялось місцевими аристократичними родинами, які дуже рано включились до торгової діяльності. Навіть пізанський віконт, представник маркграфа Тоскани в місті, виявився втягнутим до морської торгівлі, що сприяло послабленню центральної влади в Пізі. Свідченням тому, що вже до початку XI століття Піза сягнула певного ступеню автономії, є війна 1003 року між Пізою та Луккою — перша зафіксована у джерелах війна між двома італійськими містами.
До XI століття Піза перетворилась на важливий торговельний центр, що складав конкуренцію приморським містам Південної Італії (Амальфі, Неаполю, Барі). Однак головною перепоною для подальшого розвитку морської торгівлі міста стали невпинні набіги арабів на італійські та південнофранцузькі береги. Боротьбу з арабами в Західному Середземномор'ї очолила Піза. Вже у X пізанці та генуезці спільно діяли проти арабських кораблів біля північно-західного узбережжя Італії. 1004 року сарацинам удалось прорватись до Пізи та зруйнувати один з її кварталів. Набіг повторився 1011 року. Після цього Піза перейшла в наступ.
У 1016—1017 роках в союзі з Генуєю пізанці атакували Сардинію та розгромили базу арабських піратів, що там розміщувалась. Це дозволило заснувати у південно-східній частині острова невелике пізанське поселення, що стало першою колонією та плацдармом для завоювання Сардинії. Місцевий правитель — юдик (суддя) Кальярі — невдовзі визнав сюзеренітет Пізи. Упродовж наступних десятиліть пізанський флот неодноразово здійснював рейди на арабські поселення в Калабрії та на Сицилії, а 1035 року розгромив військові з'єднання сарацинів поблизу узбережжя Північної Африки й захопив Карфаген.
Найбільшою операцією пізанців став напад 1063 року на Палермо, в результаті якого цей центр арабського панування на Сицилії було цілком зруйновано. Багатства, награбовані в Палермо, дозволили розпочати будівництво Пізанського собору, що згодом став ядром центрального майдану міста — П'яцца-дей-Міраколі.
У 1051—1052 роках пізанський адмірал Джакопо Чуріні завоював Корсику, яка 1077 року, за ухвалою папи римського, була проголошена колонією Пізи. Сюзеренітет пізанців над Корсикою та Сардинією було остаточно підтверджено Урбаном II 1092 року.
В 1087 році Піза разом з Генуєю здійснили успішний напад на Махдію, мусульманське місто на півночі Африки, захопивши і пограбувавши його внаслідок спільної морської операції. Значні кошти, отримані внаслідок пограбування Махдії пішли на завершення будівництва величного Пізанського собору.
До завершення XI століття, усунувши арабську загрозу прибережним регіонам Західного Середземномор'я, Піза стала на деякий час провідною морською державою Європи. Її торгові зв'язки охоплювали країни від Іспанії до Леванту, а флот панував у Середземному морі. 1077 року папа Григорій VII затвердив пізанські «Морські закони та звичаї» (італ. Consuetudini di mare) як основний документ, що регулює норми морського права європейських держав. Хоч уже 1060 року почалась тривала ворожнеча з Генуєю, яка також претендувала на Сардинію та домінування на середземноморських торгових шляхах, гегемонія пізанців у регіоні до початку XII століття була безперечною.

### Формування комуни
Зростання військово-морського впливу дозволило Пізі домогтись політичної незалежності від Тоскани. Вже на початку 1080-х років була створена комуна містян, що претендувала на участь в управлінні містом. Практично одразу комуна, що представляла інтереси торгових кіл Пізи, сконцентрувала у своїх руках фактичну владу в місті, залишивши єпископу й віконту мінімум впливу. У боротьбі за інвеституру пізанці надали підтримку імператору Генріху IV проти папи, за що 1081 року отримали хартію, що надала місту право широкого самоврядування й передала владу в Пізі колегіальним органам комуни: Раді старійшин та консулам, яких вона обирала. Хоча юридично Піза залишалась у складі Тосканської марки, до середини 1080-х років Пізанська республіка набула фактичної незалежності, передусім стосовно внутрішнього управління, зовнішньої політики й організації торгівлі.
В Пізі ремісниче виробництво було незначним і таким, що не йшло у порівняння з морською торгівлею республіки. Тому в комуні первинно головну роль відігравали торговельні кола, а ремісничі цехи не набули політичного впливу. Іншою особливістю Пізи була тісна зайнятість місцевої аристократії до морської торгівлі, що визначило аристократичний характер ранньої комуни й відсутність антагонізму між дворянством і купецькою елітою. Хоча у XII столітті політична система Пізи була дещо демократизована, на чолі міста постав виборний з числа іноземців подеста́, а до участі у виборах державних органів були допущені більш широкі шари торгово-ремісничих кіл, влада в Пізанській республіці збереглась у аристократії. Багато в чому завдяки цьому Піза стала одним з головних союзників імператора в боротьбі гвельфів і гібеллінів, що розгорнулась в Італії у XII—XIII століттях.

### Участь у хрестових походах
Флот і збройні сили Пізанської республіки брали найактивнішу участь в хрестових походах. Ще за вісім років до оголошення першого хрестового походу, здійсненого папою Урбаном ІІ в 1095 на соборі в Клермоні, Піза разом з Генуєю здійснили в 1087 році самостійний напад на Махдію, мусульманське місто на півночі Африки, захопивши і пограбувавши його внаслідок спільної морської операції. Цей успішний напад європейського флоту на далекі «сарацинські» землі сприяв виникненню ідеї хрестових походів і слугував доказом можливості їх успішного проведення.
Участь у хрестових походах сприяла зростанню морської могутності Пізи. У 1098—1099 роках пізанці спорядили 120 кораблів, які перевозили хрестоносців до Палестини й постачали їхню армію озброєнням та провіантом. Пізанські загони брали участь у боях під Антіохією та наступі на Єрусалим. На чолі пізанців стояв архієпископ Дагоберт, який 1099 року був обраний патріархом Єрусалимським. За свою допомогу Піза отримала виняткові торгові привілеї в державах хрестоносців у Палестині та заснувала колонії в основних портах левантинського узбережжя — в Акрі, Яффі, Триполі і Тірі. Особливо сильними були позиції пізанців у Яффі, більша частина якої була відбудована ними заново. Пізанські колоністи мали право безподаткової торгівлі на територіях хрестоносців і свободу від судової юрисдикції місцевих правителів. Надалі пізанські колонії в Палестині відігравали значну роль у політичній боротьбі за владу в Єрусалимському королівстві, зокрема підтримували Гі де Лузіньяна проти Генріха Шампанського у 1192–1193 роках. Одночасно Піза не припиняла торгових відносин і з противниками хрестоносців — султанами Єгипту й Саладіном. Факторії пізанців були засновані також в Александрії та Каїрі, а в Константинополі візантійський імператор Олексій I Комнін надав їм особливі торгові привілеї. У XII столітті чисельність населення пізанського кварталу в Константинополі становила близько 1.000 чоловік.
Окрім хрестових походів до Палестини на початку XII століття Піза продовжила боротьбу з арабами Західного Середземномор'я. 1088 року було здійснено успішний напад на місто Махдія в Тунісі. За кілька років флот пізанців брав участь у воєнних діях короля Кастилії проти валенсійського князівства Сіда Кампеадора. 1113 року пізанський флот у складі 300 кораблів, підтриманий військовими контингентами деяких інших італійських і провансальських міст взяв участь у Балеарському хрестовому поході, під час якого вторгся на Балеарські острови, які на той час перебували у володінні арабів, і розгромив тамтешні піратські бази. Пізніше в союзі з графом Барселони, Раймоном Беренгаром III, пізанці воювали з маврами Валенсії, Леріди й Тортоси. Хоч Альморавіди невдовзі відновили контроль над Балеарами, кампанії проти іспанських арабів значно збагатили Пізанську республіку, а частина коштів була спрямована на фінансування масованої програми містобудування в Пізі.

### Завоювання контадо й початок війн із Генуєю
Після смерті маркграфині Матильди 1115 року центральна влада в Тоскані практично припинила своє існування. Численні міські комуни регіону почали боротьбу за підкорення сільської округи та місцевого дворянства. Піза, що мала значний фінансовий потенціал та військові сили, без особливих проблем установила свою владу над територією пізанського контадо (сільської місцевості навколо міста).
У 1162–1165 роках імператор Фрідріх I, зацікавлений у підтримці для боротьби з папою, подарував Пізі право свободи торгівлі всією Європою та передав республіці узбережжя Тоскани від Порто-Венере в Лігурії до Чивітавекк'ї в Лаціо, міста Гаета, Маццарра, Трапані, половину міст Палермо, Мессіна, Салерно та Неаполь, а також по одній торговій вулиці в кожному з міст Сицилійського королівства. Хоча цілком реалізувати ці подарунки не вдалось, Піза змогла отримати контроль над усім узбережжям Тоскани, фактично монополізувавши морську торгівлю міст центральних областей регіону, в тому числі і Флоренції.
Після завоювання контадо почались конфлікти між тосканськими містами. Головним суперником Пізи у XII столітті була Лукка, що прагнула отримати доступ до моря й оскаржувала у пізанців володіння замком Монтіньйозо. Два міста також сперечались за контроль над найважливішим італійським транспортним і торговим шляхом Via Francigena з Рима до Франції. Однак війни з Луккою не принесли значного успіху пізанцям: на бік Лукки перейшла Флоренція, яка сягнула до початку XIII століття значних успіхів у розвитку промисловості й торгівлі та встановила гегемонію у внутрішніх областях Тоскани. В подальшому протистояння Флоренції стало центральним моментом всієї італійської політики Пізанської республіки.
Посилення позицій Пізи в Західному Середземномор'ї спричинило загострення відносин із Генуєю. Генуезці також брали участь у хрестових походах до Палестини та заснували там свої колонії, що суперничали з пізанськими. Зростання торгівлі Пізи з містами Провансу й Лангедоку погрожував позиціям Генуї в цьому регіоні. Однак головним об'єктом протистояння двох республік стали Сардинія та Корсика. Встановлення сюзеренітету Пізи над островами було оскаржено генуезцями. Під час війни 1119—1133 років Генуї вдалось дещо потіснити позиції Пізи, домігшись перепідпорядкування Корсики генуезькому єпископу. Піза натомість отримала від папи римського Іннокентія II низку нових територій на південному сході Сардинії.
1136 року пізанський флот за санкцією папи атакував Амальфі, свого основного торгового суперника в Південній Італії, та зруйнував місто. Вважається, що разом із багатствами, награбованими пізанцями в Амальфі, вони вивезли «Пандекти», збірку законів Юстиніана I, що згодом стала одним з головних джерел європейського середньовічного права. Руйнування Амальфі стало кульмінацією морської могутності Пізи та свідченням її гегемонії в Західному Середземномор'ї.
Війна між Пізою та Генуєю відновилась 1165 року через торгові конфлікти в Південній Франції. Воєнні дії тривали до 1175 року та не принесли успіху жодній зі сторін.
Ще одним регіоном, за вплив у якому розгорнулась боротьба між двома морськими республіками, стала Сицилія. 1192 року пізанці захопили Мессіну, що спричинило серію сутичок між флотами Пізи та Генуї поблизу берегів Південної Італії, що завершилась 1204 року завоюванням генуезцями Сиракуз. Становище ускладнилось із початком понтифікату Іннокентія III, який для боротьби з імператором уклав тісний союз із Флоренцією та Генуєю.
Для стримування зростання генуезького впливу в Тірренському морі Піза пішла на зближення з південнофранцузькими й каталонськими портовими містами, які нещодавно виступили на арену європейської торгівлі: Марселем, Нарбонною та Барселоною.
1180 року також було укладено угоду з Венецією про розподіл сфер впливу: Піза зобов'язувалась не втручатись до політики Адріатичного басейну, Венеційська республіка — Тірренського. Однак уже невдовзі після цього пізанські кораблі атакували венеційський торговий караван, а в Пулі, Задарі, Спліті й Анконі були засновані факторії пізанських купців. 1199 року пізанці заблокували порт Бриндізі в Апулії, однак у наступній морській битві їх було розбито венеційським флотом. 1206 року, зрештою, було укладено мирну угоду, відповідно до якої Піза відмовилась від експансії в Адріатиці, зберігши, щоправда, свої торгові факторії в містах. Надалі позиції Пізи та Венеції зблизились, оскільки для обох республік головним супротивником була Генуя, що невпинно посилювалась.

### Культура Пізи за часів розквіту
Розквіт Пізанської морської держави сприяв бурхливому розвитку середньовічного мистецтва в республіці. В XI—XII століттях Піза перетворилась на один з основних центрів італійської архітектури, причому було вироблено власний стиль, що відзначався сполученням романських, візантійських та арабських елементів. Саме в той час в основних рисах сформувався історичний центр Пізи та його ядро — площа Кампо-деі-Міраколі (італ. Campo dei Miracoli — «Поле чудес»). 1064 року почалось зведення Пізанського кафедрального собору, що є яскравим зразком пізанського архітектурного стилю, пізніше доповненого готичними й ренесансними деталями. Будівництво собору фінансувалось в тому числі й за рахунок багатств, награбованих пізанськими моряками в рейдах на арабські міста Середземномор'я — під час нападу на Палермо в 1063 році і під час нападу на Махдію в 1087 році. До 1153 року належить початок будівництва баптистерію, що став найбільшим в Італії, а 1173 року — всесвітньо відомої вежі.
Інтер'єри кафедрального собору й баптистерію були створені у XIII столітті провідними італійськими скульпторами тієї доби — уродженцями Пізи Ніколо й Джованні Пізано. Проникнення в XIII столітті готичного стилю в архітектуру Пізи ознаменувалось спорудженням таких видатних пам'яток, як церква Санта-Марія-делла-Спіна, церкви Сан-Франческо й Сан-Нікола, будівля цвинтаря Кампосанто, зведена під керівництвом пізанського архітектора Джованні ді Сімоне. Він також продовжив будівництво Пізанської вежі. Розквіт мистецтва в Пізі було перервано 1284 року розгромом та загибеллю флоту республіки в битві при Мелорії та подальшим крахом пізанської морської держави.

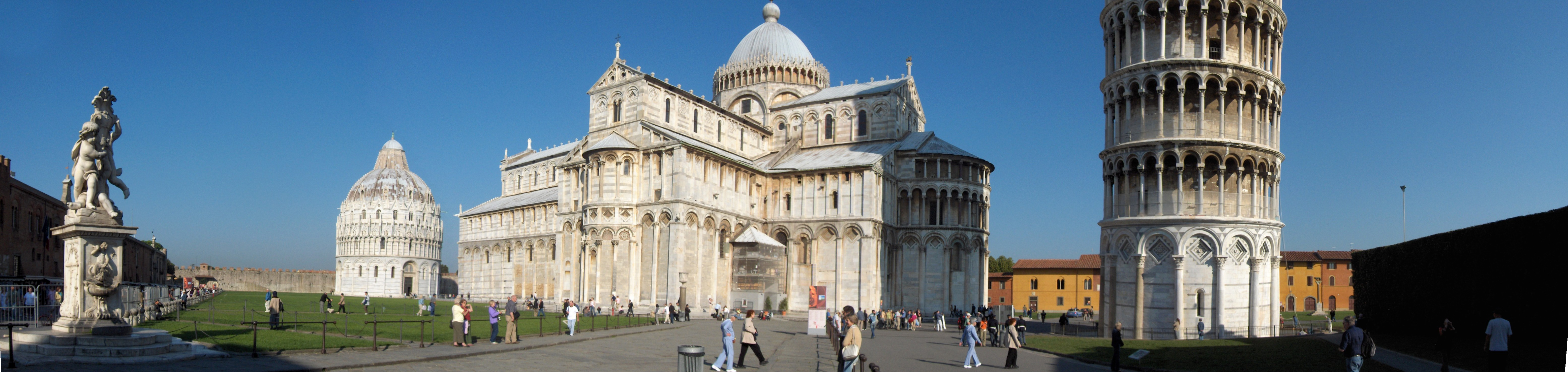
Площа Кампо-деі-Міраколі в Пізі

## Боротьба гвельфів і гібеллінів та крах морської держави (XIII століття)

### Зовнішня політика гібеллінської Пізи
Зовнішня політика Пізанської республіки в Європі з XI століття спиралась на союз з імператором Священної Римської імперії. Саме імператор гарантував незалежність і торгові привілеї республіки та надавав їй підтримку проти сусідніх комун, що орієнтувались на папу римського. Із загостренням боротьби гвельфів та гібелінів у Європі в першій половині XIII століття Піза стала головною базою гібеллінської партії в Центральній Італії.
1220 року Фрідріх II підтвердив владу Пізи над тосканським узбережжям, що спричинило різке невдоволення Генуї, Флоренції, Лукки й інших сусідніх гвельфських комун. Луккські та флорентійські війська вторглись на територію пізанського контадо та здобули перемогу при Кастель-дель-Боско. Однак уже 1228 року пізанці захопили територію Гарфаньяни, розбивши армію гвельфів. У той же час республіка надала імператору кілька десятків суден для його експедиції в Палестину.
1241 року об'єднаний пізансько-імперський флот під командуванням Енцо Сардинського вщент розгромив папсько-генуезький флот в битві при Джильйо, полонивши при цьому понад тисячу чоловік, включаючи двох кардиналів і єпископа. Це призвело до відлучення Пізи від церкви на кілька років (до 1257), однак дозволило республіці перейти в наступ: було завойовано нові землі на Корсиці й Сардинії, а 1243 року навіть взято в облогу Геную. Війна з генуезцями за Сардинію завершилась до 1259 року посиленням пізанського контролю над островом.

### Розвиток системи управління
Зростання торгівлі, ускладнення соціальної системи та загострення зовнішнього становища Пізанської республіки на початку XIII століття призвели до появи нового інституту державної влади: 1234 року главою держави став капітано-дель-пополо — воєначальник, що обирався із членів торгових гільдій та ремісничих цехів. Колегія консулів збереглась, однак відійшла на другий план в системі адміністрації, поступившись капітано-дель-пополо. Однак, на відміну від інших комун Середньої та Північної Італії, система капітанату в Пізі не відзначалась стійкістю через слабкість пізанських цехів. Фактично влада продовжувала залишатись у руках міського нобілітету. Однак під впливом боротьби гвельфів і гібеллінів у середовищі правлячої еліти почалось жорстке протистояння. Ворожі фракції очолювали родині делла Герардескі, яка орієнтувалась на імператора, й Вісконті, яка симпатизувала гвельфам. Спроби імператора Фрідріха II примирити ворожі родини успіху не мали. Розбрат між аристократами створив умови для приходу до влади пополанів. 1254 року в Пізі спалахнуло повстання середніх шарів населення, що завершилось започаткуванням особливої колегії Старійшин народу, яка складалась із дванадцяти представників торгово-ремісничих цехів, та взяла на себе функції уряду республіки. Окрім того були сформовані нові ради депутатів цехів і територіальних органів пополанів, які отримали право затверджувати закони, що приймаються аристократичними Великою радою та Сенатом.

### Крах морської могутності Пізи

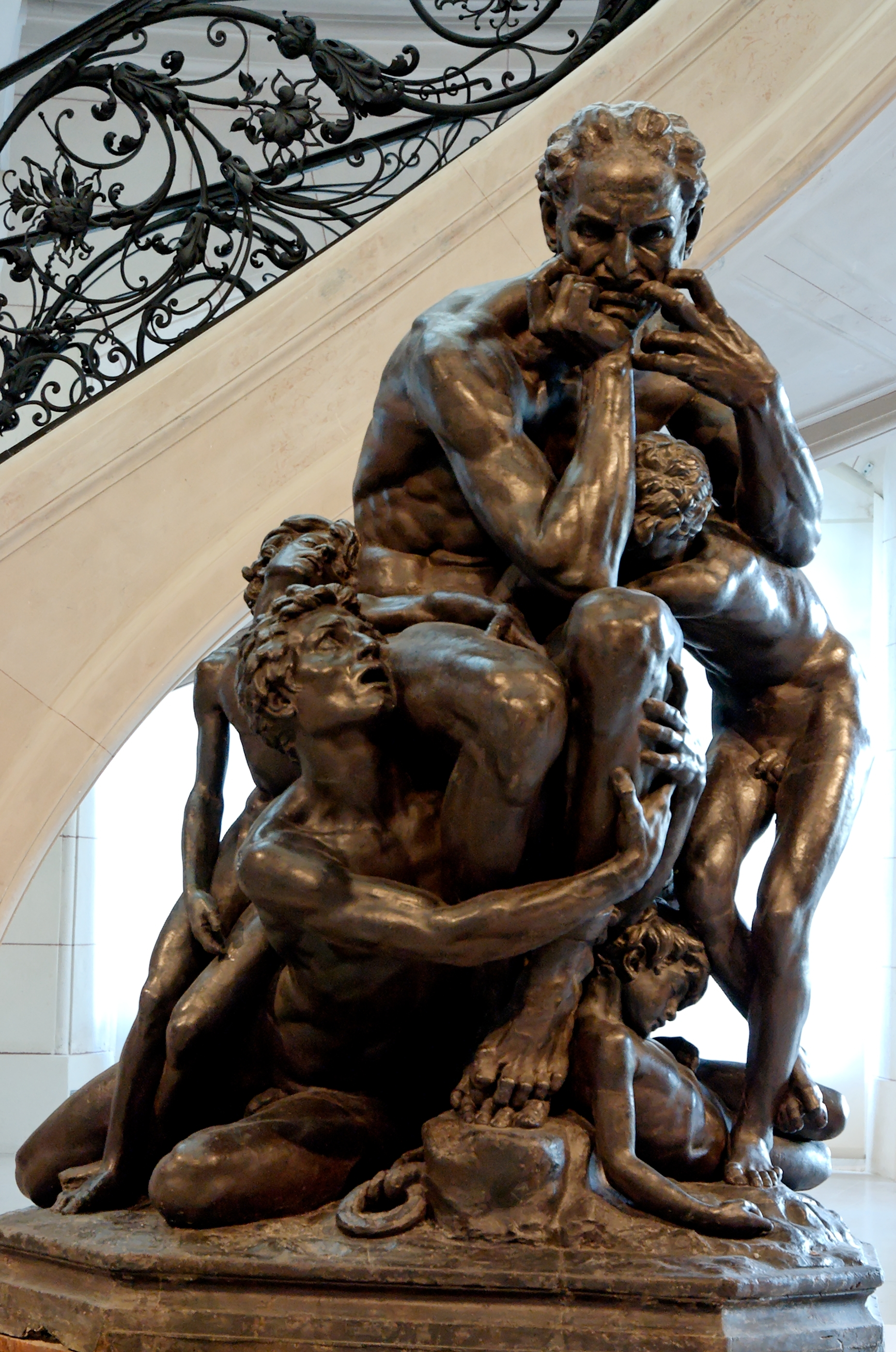
Уголіно делла Герардеска та його сини. Жан Батіст Карпо, 1861

Прихід до влади у 1250-х роках пополанів призвів до тимчасового послаблення пізанського нобілітету. Уголіно делла Герардеска та Джованні Вісконті були вигнані з республіки та знайшли притулок у Флоренції. Становище ускладнилось занепадом партії гібеллінів після смерті 1250 року імператора Фрідріха II. Битва при Тальякоццо 1268 року означала крах претензій Гогенштауфенів на владу в Італії. На Пізу папою римським знову було накладено інтердикт, Анжуйська династія в Сицилійському королівстві вигнала пізанських купців із міст Південної Італії, а Сардинія була проголошена володінням Генуї.
1275 року відновилась війна з Флоренцією. За миром 1276 року Піза погодилась на повернення вигнаних гвельфів і надання флорентійцям права безподаткової торгівлі через пізанський порт. Окрім того, низка прикордонних фортець відійшли до Лукки. Разом із гвельфами 1276 року до Пізи повернувся граф Уголіно делла Герардеска, який останнім часом зблизився із прибічниками папи. Йому були повернуті конфісковані володіння та майно, а невдовзі Уголіно знову набув значного впливу в уряді республіки.
Послабленням Пізи скористався її давній супротивник Генуя. 1282 року відновилась війна між двома морськими державами. Пізанці спробували залучити до своєї боротьби проти Генуї Венеційську республіку, однак 8 серпня 1284 року в битві при Мелорії пізанський флот під командуванням Альбертіно Морозіні й Уголіно делла Герардеска був цілковито розгромлений генуезцями. Загинув весь флот республіки та декілька тисяч пізанців. Поразка в цій битві призвела до краху морської могутності Пізи. Домінування в Західному Середземномор'ї перейшло до Генуї, яка також захопила пізанські володіння на Корсиці та Сардинії. Невдовзі припинили своє існування пізанські факторії в державах хрестоносців у Палестині. В самому місті підозри у зраді Уголіно делла Герардеска спричинили 1288 року повстання прогібеллінськи налаштованих пополанів. Уголіно та його діти були заарештовані й за кілька місяців померли з голоду.
Скориставшись поразкою на морі, до володінь Пізи вторглись сухопутні війська Флоренції та Лукки. Генуезький флот захопив пізанську бухту, а флорентійці взяли в облогу місто. За миром 1293 року Піза відмовилась від Корсики та Північної Сардинії, надала свободу торгівлі через свій порт і сплатила величезну контрибуцію Генуї.
1324 року здався Кальярі, завойований Арагоном, — останній оплот пізанців на Сардинії. Пізанська морська держава припинила своє існування.

## Занепад і втрата незалежності (XIV— початок XV століття)
Битва при Мелорії стала поворотним моментом в історії Пізанської республіки. Після неї Піза вже ніколи не змогла оговтатись і відновити претензії на домінування в Середземномор'ї. Зовнішній горизонт політики республіки різко звузився. Торгові обороти Пізи значно знизились, поклавши край процвітанню країни. У XIV столітті напрямок нижньої течії річки Арно почав поступово відхилятись від міста, що ускладнило підходи до пізанської гавані великих морських суден. Роль Пізи як середземноморського порту почала падати. Почалось заболочення узбережжя, що сприяло поширенню малярії в околицях міста.
Зовнішня політика Пізи на початку XIV століття продовжувала розвиватись в руслі гібеллінізму. 1312 року до Пізи прибув імператор Генріх VII, спричинивши підйом патріотичних сил у республіці. Після несподіваної смерті імператора 1313 року пізанці обрали своїм подеста́ Угуччіоне делла Фаджіола, який розгорнув політику територіальної експансії в Тоскані. 1314 року пізанські війська під командуванням Угуччіоне завоювали Лукку, а наступного року в битві при Монтекатіні розгромили армію Флорентійської республіки, посилену неаполітанськими загонами. Однак тиранічні методи правління Угуччіоне спричинили його усунення 1316 року.
За цим стався новий виток послаблення республіки: в Луцці посилився колишній соратник Угуччіоне Каструччіо Кастракані, який 1323 року завоював Пізу. Хоча смерть Кастракані 1328 року відновила незалежність республіки, вона вже не змогла претендувати на провідні ролі в Тоскані.
Нова війна з Флоренцією за контроль над Луккою у 1340-х—1350-х роках, розпочавшись з перемоги пізанців при Альтопаско 1341 року та завоюванням Лукки 1342 року, завершилась флорентійською атакою бухти Пізи й захопленням портових мереж міста. 1369 року Лукка була остаточно втрачена.
Внутрішнє становище Пізанської республіки в XIV столітті відзначалось сильною нестабільністю, постійною боротьбою ворожих політичних угрупувань, частими державними переворотами та невдалими спробами встановлення сеньйорії. Головну роль у боротьбі за владу відігравали дві партії — берголіні (від італ. bergolo — простак), що представляли інтереси пополанів і гібеллінів, на чолі з родиною Гамбакорта, і распанті (від італ. raspante — розбійник), що спирались на аристократію і гвельфів, на чолі з Герардескі. Після смерті 1347 року графа Раньєрі делла Герардескі перевагу отримали берголіні, а генерал-капітаном Пізанської республіки став Андреа Гамбакорта (з 1351 року — його син Франческо Гамбакорта). Однак під час візиту до Пізи імператора Карла IV 1355 року в місті спалахнули хвилювання, що призвели до страти імператором Франческо Гамбакорти і його родини. Влада знову перейшла до распанті. Їх правління, тим не менше, тривало недовго: 1369 року до Пізи повернувся П'єтро Гамбакорта, який примирився з імператором та очолив уряд республіки.
Наприкінці XIV століття Пізанська республіка потрапила до сфери впливу Міланського герцогства, правитель якого, Джангалеаццо I, намагався об'єднати під своєю владою Ломбардію, Емілію та Тоскану. 1392 року після убивства П'єтро Гамбакорти до влади в Пізі прийшов Якопо д'Аппіано, глава Ради старійшин і прибічник герцога Міланського. Якопо спробував установити в республіці династичну сеньйорію за типом північноіталійських міст-держав, однак невдовзі (1398) помер. Його син і наступник Герардо 1399 року продав Пізу Мілану за 200 000 флоринів, зберігши для себе невелике князівство Пьйомбіно з Ельбою й отримавши 1402 року титул пфальцграфа Священної Римської імперії. В результаті Пізанська республіка втратила незалежність, перейшовши під владу Міланського герцогства.
Після смерті Джангалеаццо I Вісконті його спадкоємець Габріеле-Марія 1405 року продав місто Флоренції. Хоча пізанці, довідавшись про цю оборудку, повстали, скинули уряд міланців і передали владу Джованні Гамбакорта, місто взяла в облогу велика флорентійська армія. Після багатомісячної облоги й початку голоду 1406 року Піза капітулювала. Республіка була ліквідована, а її територія (за винятком князівства Пьйомбіно й Ліворно, захопленого генуезцями) приєднана до Флоренції.

## Друга республіка (1494—1509)
Перехід під владу Флоренції 1406 року спричинив масову еміграцію впливових пізанців з міста. Державна система Флорентійської республіки була орієнтована на підтримку промисловості й торгівлі громадян власне Флоренції за рахунок посиленої експлуатації підкорених областей і міст. Обороти пізанського порту різко скоротились, упало виробництво сільськогосподарської продукції, а околиці міста перетворились на заболочені пустирі. Жителі Пізи втратили право брати участь у формуванні органів управління флорентійської республіки. Незважаючи на ці фактори в Пізі тривав розвиток міської культури.
За часів правління сеньйора Флоренції Лоренцо Медічі місто стало одним із центрів мистецтва Відродження в Тоскані, а 1473 року було відроджено Пізанський університет, заснований ще 1343 року, але перебував у глибинній кризі. На навчання в університет Пізи були переведені багато студентів із самої Флоренції.
Республіканські традиції в Пізі та прагнення до відновлення її незалежності від Флоренції були досить сильними упродовж XV століття. Тому лишень 1494 року на територію Тоскани вступили війська французького короля Карла VIII, що рухались уздовж узбережжя на завоювання Неаполітанського королівства, в Пізі спалахнуло загальнонародне повстання. Флорентійців було вигнано, проголошено незалежність і відновлено стару республіканську конституцію. Флоренція в той час була послаблена вигнанням Медічі та встановленням режиму Савонароли й не могла надати належного спротиву пізанському повстанню.
Однак лишень у Флоренції встановився відносно стабільний уряд, він перейшов наступ. 1498 року пізанцям удалось розгромити флорентійську армію Паоло Вітеллі, що атакувала місто. 1499 року була здійснена нова спроба захоплення Пізи, що також завершилась невдало. Тиск посилився після приходу до влади П'єро Содеріні, державним секретарем якого був Ніколо Макіавеллі. У Флоренції була здійснена військова реформа, що дозволило з новими силами атакувати Пізу. На початку 1509 року місто було взято в облогу флорентійськими військами. Після декількох місяців оборони та повного виснаження продовольчих запасів у її жителів, 8 червня 1509 року Піза капітулювала. В місті було відновлено владу Флоренції.
Падіння Другої Пізанської республіки 1509 року призвело до ще більш масової міграції, ніж 1406 року, в результаті якої пізанські колонії виникли у багатьох містах Європи. Саме місто занепало, поступившись місцем головного тосканського порту сусідньому Ліворно. Хоч у період реставрації Медічі в Пізі знову почалось відродження інтересу до мистецтва й наук, а згодом у місті працював Галілео Галілей, Піза остаточно перетворилась на другорядне італійське місто. З 1569 року Піза увійшла до складу Великого герцогства Тосканського. Населення міста скоротилось до 1551 року до 8500 чоловік, а новий економічний і культурний підйом розпочався тільки у XVIII столітті.

## Доба Відродження в Пізі

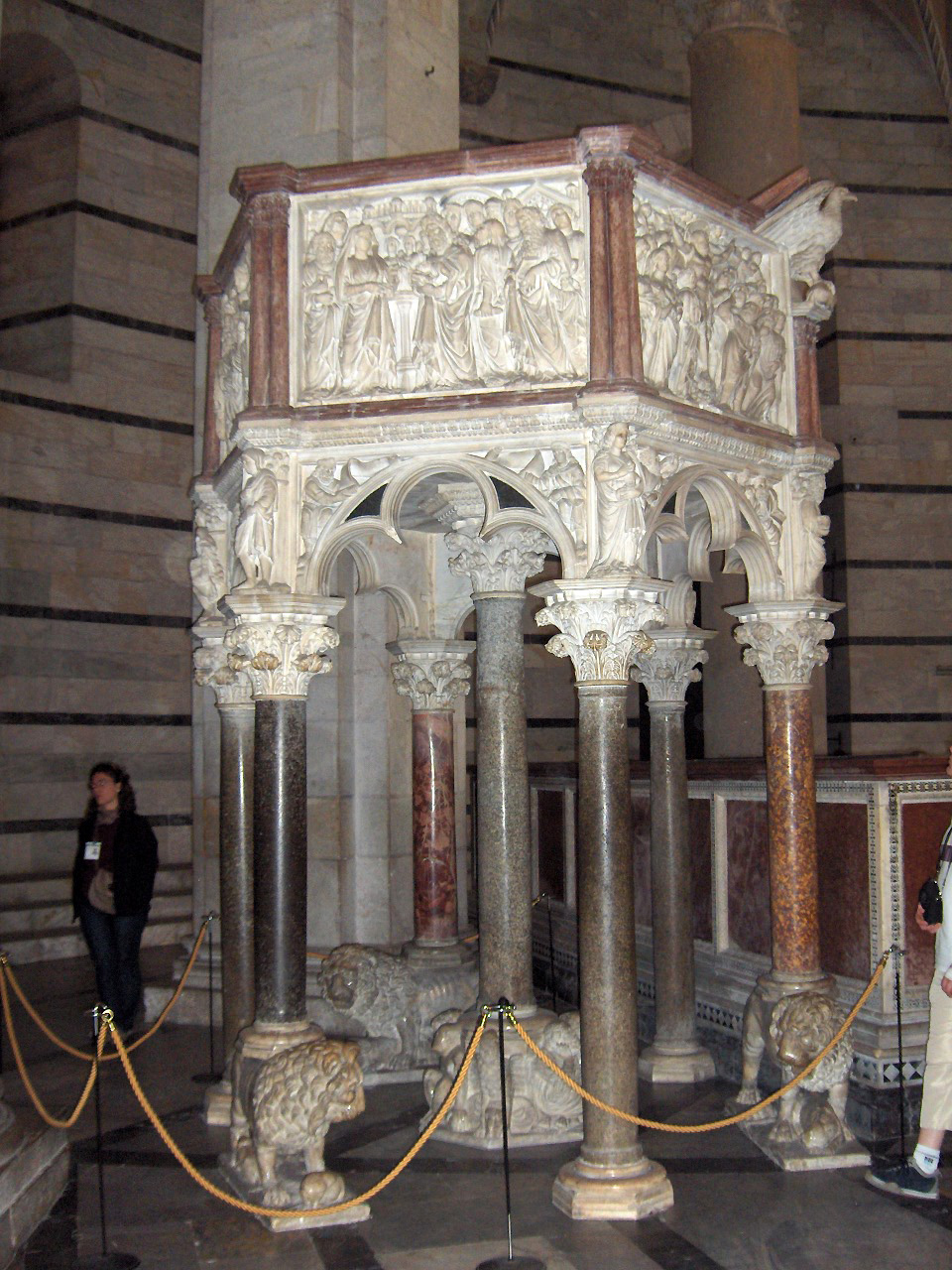
Кафедра в Пізанському баптистерії. Робота Ніколи Пізано, 1255—1260

Хоча Піза, на відміну від Флоренції, Мілана, Рима та Венеції, не стала одним із загальноіталійських центрів мистецтва доби Відродження, досягнення її архітектури Високого середньовіччя та формування в Пізі в XI столітті першого національного художнього стилю дозволили місту зайняти пристойне місце в процесі розвитку культури Ренесансу в Італії.
Найвидатніший діяч пізанського мистецтва XIII століття — Нікола Пізано, став одним із основоположників нової течії в архітектурі, скульптурі та образотворчому мистецтві. За роллю, яку він відіграв у становленні мистецтва Раннього Відродження, значення Пізано порівнювали зі значенням Петрарки для літератури. Одним із його найвидатніших творів стала кафедра в Пізанському баптистерії. Ця праця так цінувалась пізанцями, що для її охорони було прийнято спеціальний закон і призначено регулярну варту. Ніколо Пізано заснував цілу школу італійських скульпторів та архітекторів, головним представником якої став його син Джованні Пізано (бл. 1250—1314), автор кафедри Пізанського собору й церков Сан-Джованні та Сан-Нікола в Пізі. Представники пізанської скульптурної школи (Андреа Пізано, Джованні Бальдуччо) працювали в Сієні, Орв'єто, Флоренції, Луцці, Мілані та інших італійських містах.
В галузі образотворчого мистецтва Піза поступалась іншим тосканським містам, хоча серед художників, які працювали в місті, було кілька великих діячів Проторенесансу та Раннього Відродження: Джунта Пізано, Орканья, Франческо Траїні, П'єтро Лоренцетті, Сімоне Мартіні, Спінелло Аретіно й інші. У XV — на початку XVI століття в Пізі творили Беноццо Гоццолі, Содома, Мікеланджело та Джорджо Вазарі.
Розвивались у Пізі й суспільні науки. Їх центром став університет, заснований 1343 року, в якому існували факультети теології, цивільного права, церковного права й медицини. В університеті викладав Франческо Да Буті, один з відомих гуманістів XIV століття й коментатор «Божественної комедії» Данте. Новий поштовх до розвитку університет отримав за часів правління Лоренцо Пишного, який 1476 року перевів до Пізи значну частину викладацького складу університету Флоренції. У XVI столітті Пізанський університет набув європейської відомості, передусім в галузі ботаніки, анатомії, астрономії та медицини. З нього вийшов і найвідоміший вчений-пізанець — Галілео Галілей.